# Physique mésoscopique
La physique mésoscopique est un domaine de la physique de la matière condensée qui étudie les systèmes ayant des dimensions intermédiaires entre celles de la physique quantique et de la physique classique. L'échelle des distances en cause s'étend des dimensions de l'atome jusqu'au micromètre. La dimension mésoscopique est une dimension intermédiaire entre la dimension macroscopique et la dimension microscopique. Elle permet des études statistiques du système étudié.

## Description
Si les systèmes mésoscopiques et macroscopiques comprennent tous les deux plusieurs atomes, les systèmes macroscopiques sont bien décrits par les propriétés moyennes dérivées des lois de la mécanique classique, alors que les systèmes mésoscopiques sont affectés par les fluctuations autour de la moyenne et doivent être décrits par la mécanique quantique.
Un système est dit de dimensions mésoscopiques lorsqu'il commence à montrer des propriétés quantiques. Par exemple, alors que la conductance d'un fil macroscopique diminue continuellement avec son diamètre, devenant mésoscopique, la conductance du fil diminue par sauts discrets. 
La physique mésoscopique permet aussi de comprendre ce qui se produit lors de la miniaturisation d'objets macroscopiques comme les transistors dans l'industrie de l'électronique des semi-conducteurs. Les propriétés physiques d'un matériau changent lorsque ses dimensions s'approchent de l'échelle nanométrique, où les effets de surface deviennent importants. Pour des matériaux au-dessus des limites mésoscopiques, les effets de volume ont une plus grande importance puisque le pourcentage d'atomes à la surface est insignifiant en relation au nombre d'atomes du matériau.
Ainsi, la physique mésoscopique est intimement reliée aux domaines de la nano-fabrication et de la nanotechnologie. En effet, les dispositifs utilisés en nanotechnologie sont des exemples de systèmes mésoscopiques. Ces dispositifs sont fabriqués, mesurés puis observés expérimentalement ou simulés théoriquement afin d'avancer dans la compréhension de la physique des isolants, semi-conducteurs, métaux et supraconducteurs.
Bien qu'il n'y ait pas de définition rigide pour les dimensions des systèmes mésoscopiques, la taille des systèmes étudiés est généralement comprise entre 100 et 1000 nm où les effets quantiques apparaissent.
Il y a essentiellement trois longueurs caractéristiques qui permettent de déterminer si un système est considéré comme mésoscopique :
- La longueur de De Broglie représente la largeur de la fonction d'onde. En deçà de cette longueur caractéristique, les effets de confinement quantique deviennent importants.
- Le libre parcours moyen est la distance moyenne parcourue par un électron avant que son impulsion soit changée par une collision. Lorsque le conducteur a des dimensions supérieures à cette longueur caractéristique, le transport sera considéré comme diffusif, i.e. l'électron fait plusieurs collisions en passant à travers le système. Inversement, lorsque le conducteur sera plus petit que le libre parcours moyen, le transport sera balistique (sans collision). Dans un conducteur balistique, donc en absence de collision, la résistance peut naïvement être supposée nulle. Ce n'est toutefois pas le cas, elle devient un multiple du quantum de résistance, un effet purement mésoscopique.
- La longueur de déphasage est la distance moyenne parcourue par un électron avant que sa phase initiale change. Cette longueur est principalement déterminée par les propriétés des impuretés du matériau étudié.

## Effets de confinement quantique
Les effets de confinement quantique décrivent les électrons en termes de niveaux d'énergie, de puits de potentiel et de la théorie des bandes. Les électrons dans un matériau plus large que 10 nm peuvent être décrits par des bandes ou niveaux d'énergie. Dans un grand matériau où les effets de volume dominent, les niveaux d'énergie sont décrits comme continus puisque la différence d'énergie entre chacun d'eux est négligeable. Lorsque les électrons se stabilisent à des niveaux d'énergie variés, la plupart vibrent dans les bandes de valence sous une gamme d'énergie interdite nommée la bande interdite. Aucun niveau d'énergie accessible n'est présent dans cette région. Certains électrons peuvent être situés sur des niveaux d'énergie plus élevée que la bande interdite, ils sont alors sur la bande de conduction.
Les effets de confinement quantique se produisent lorsque le diamètre du système observé est du même ordre de grandeur que la longueur d'onde de la fonction d'onde électronique. Lorsque les matériaux sont si petits, leurs propriétés électroniques et optiques changent substantiellement. Au fur et à mesure que le matériau est miniaturisé vers l'échelle mésoscopique, le confinement augmente naturellement. Ainsi, les effets quantiques et une bande interdite apparaissent alors que les niveaux d'énergie deviennent discrets. Cela implique que le confinement quantique est atteint.
Un exemple de système où le confinement quantique est important est le puits quantique, un système d’hétéro-structures de semi-conducteurs où un gaz d'électrons confiné en deux dimensions peut être formé à l'interface entre deux couches.

## Effets d'interférence
Dans le régime mésoscopique, la diffusion sur les défauts, comme des impuretés, produit des effets d'interférence qui modulent le transport d'électrons. La signature expérimentale de ces effets est l'apparition de fluctuations reproductibles des propriétés physiques du système. Par exemple, la conductance d'un spécimen oscille d'une façon apparemment aléatoire en fonction de paramètres expérimentaux. Toutefois, le même motif est retracé lors du balayage de retour vers les paramètres initiaux que lors du balayage initial des paramètres. Ces oscillations sont reproductibles et proviennent du caractère mésoscopique du système.

### Source
- (en) Cet article est partiellement ou en totalité issu de l’article de Wikipédia en anglais intitulé « Mesoscopic physics » (voir la liste des auteurs).